# Sami Ouaissa
Sami Ouaissa (en arabe : سامي وعيسى), né le 2 octobre 2004 à Sittard aux Pays-Bas, est un footballeur néerlandais qui évolue au poste de milieu offensif ou d'ailier au NEC Nimègue.

## Biographie

### En club
Sami Ouaissa naît à Sittard, aux Pays-Bas, au sein d'une famille d'origine marocaine,. Il commence sa formation au club amateur VV Passart-VKC avant de rejoindre le centre de formation du Roda JC en 2010, à l'âge de cinq ans. Il y progresse pendant plus d'une décennie, grimpant progressivement les échelons dans les catégories jeunes du club.
Le 26 août 2022, il fait ses débuts professionnels avec le Roda JC en Eerste Divisie lors d'une défaite 3-1 contre le NAC Breda. Il devient titulaire pour la première fois le 30 janvier 2023 face au PEC Zwolle, devenant ainsi à 18 ans le plus jeune joueur à commencer un match pour le club depuis plus de 30 ans. Le 3 février 2023, il signe son premier contrat professionnel avec le club, mettant fin à une période de 20 ans sans promotion d'un joueur du centre de formation vers l'équipe première. Le 6 octobre 2023, il inscrit ses deux premiers buts lors d'une victoire 3-1 contre Jong AZ, consolidant la position de leader de son équipe en championnat.
Le 1er février 2024, Ouaissa signe un contrat avec le NEC Nimègue, club d'Eredivisie, jusqu'en 2028, et est immédiatement prêté à Roda JC pour le reste de la saison 2023-2024. Il fait ses débuts officiels avec le NEC le 10 août 2024 lors d'une défaite 2-1 contre le FC Twente. Le 31 août 2024, il inscrit son premier but en Eredivisie lors d'une victoire 3-0 contre le Fortuna Sittard. Initialement utilisé comme milieu offensif, il est repositionné début 2025 sur l'aile droite, où il marque trois buts lors des quatre premiers matchs de l'année.

### En sélection
En mai 2025, il confie à la presse néerlandaise avoir été en contact avec la Fédération royale marocaine de football, même s’il n’a pas encore reçu de convocation officielle. Le joueur, qui détient la double nationalité néerlandaise et marocaine, exprime toutefois son souhait de représenter le pays de ses origines,.